# Convair 580
Dimensions
Le Convair 580 est un bimoteur de transport commercial américain obtenu par remotorisation du Convair 440.
Le 19 janvier 1960 prit l’air un appareil remotorisé à l'initiative de motoriste Allison, un département de General Motors, avec deux turbopropulseurs Allison 501-D13D développant 3 750 ch. La dérive était agrandie et le stabilisateur modifié. Cette conversion devait connaitre un grand succès, plus de 170 CV-340 et 440 ayant été ainsi remotorisés, une opération sous-traitée après mai 1965 à Pacific Airmotive. Pourtant, le 580 ne commença à intéresser les compagnies aériennes qu’en 1964. Le 1er juin de cette année-là en effet, un exemplaire fut livré à Frontier Airlines. Devaient suivre Allegheny, Avensa et North Central Airlines (en). Converti en cargo, il équipait très largement le réseau DHL. Soixante-cinq ans après le premier vol du CV-240, 36 exemplaires du CV-580 sont toujours en service dans le monde en 2022.
À noter qu'un CV-580 (N21466) fut modifié par Aero Spacelines pour recevoir la pointe avant d’un Boeing 707.

## Utilisateurs

### Utilisateurs militaires
- Force aérienne bolivienne[4]
- Force aérienne colombienne
- Force aérienne mexicaine

### Utilisateurs civils

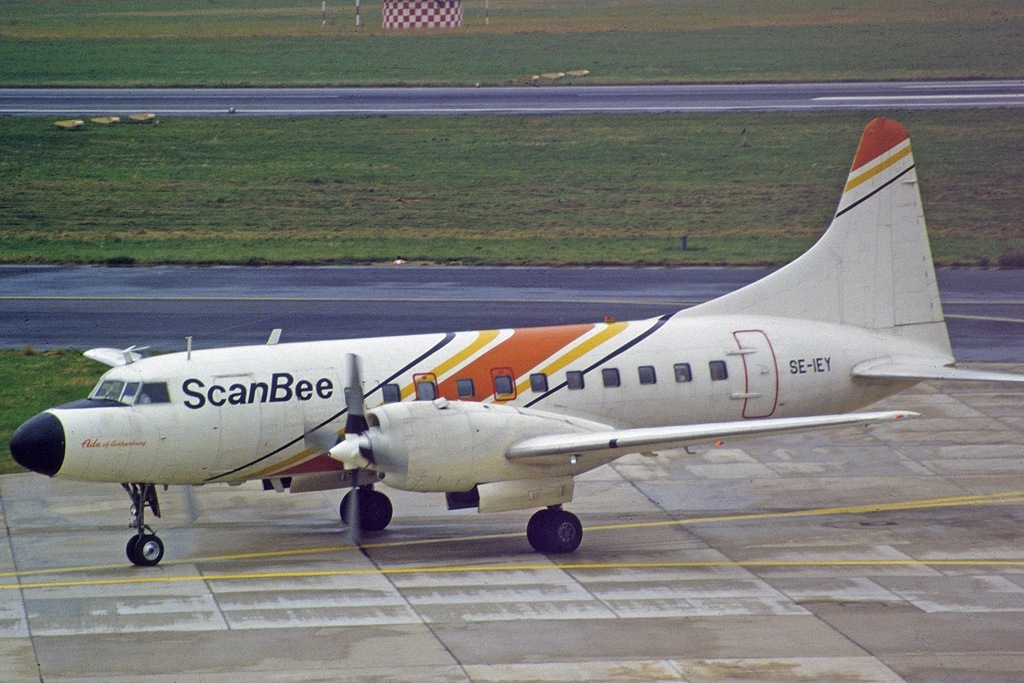
Un Convair CV-580 opéré par ScanBee, Düsseldorf 1985

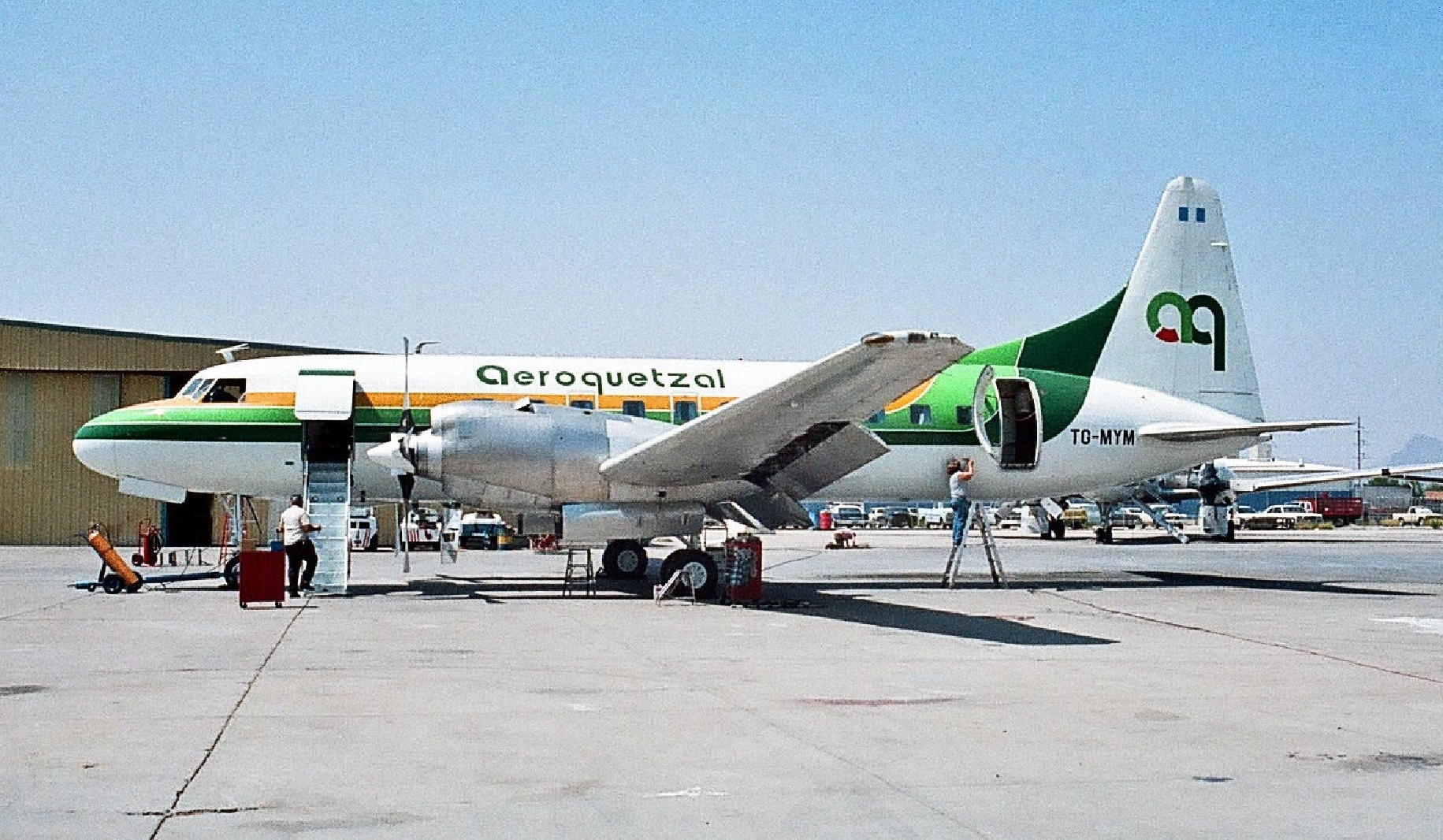
Un Convair CV-580 opéré par Aeroquetzal, Tucson 1987

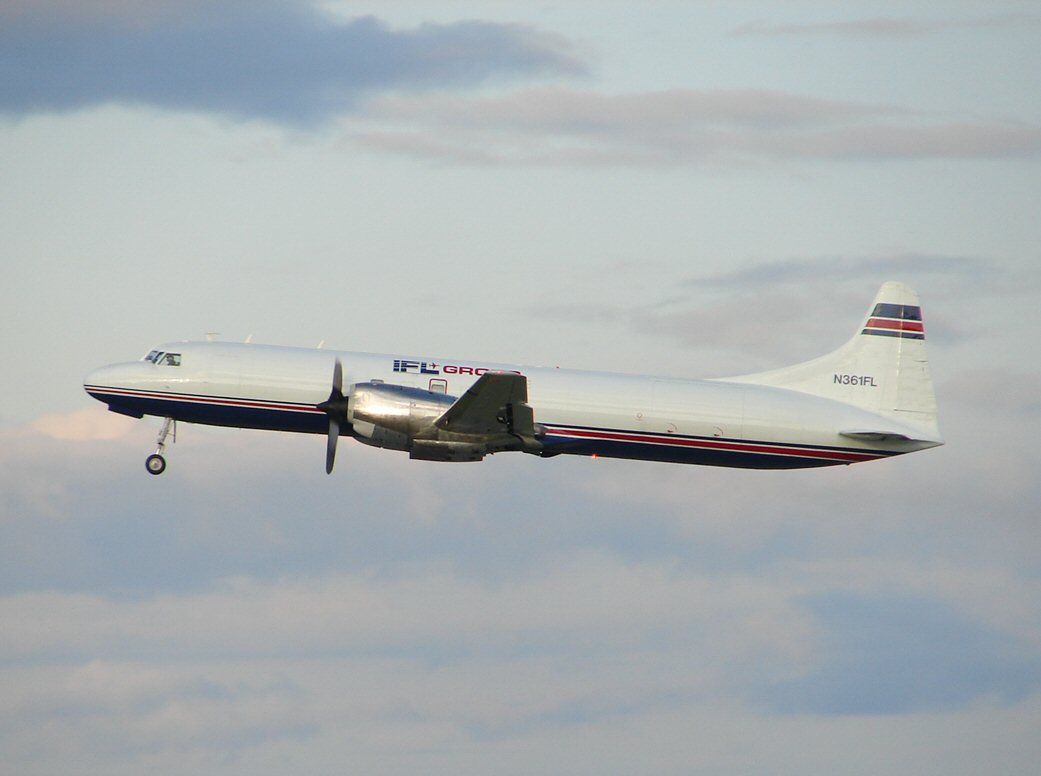
Un Convair CV-5800 (!) opéré par IFL Group, 2007

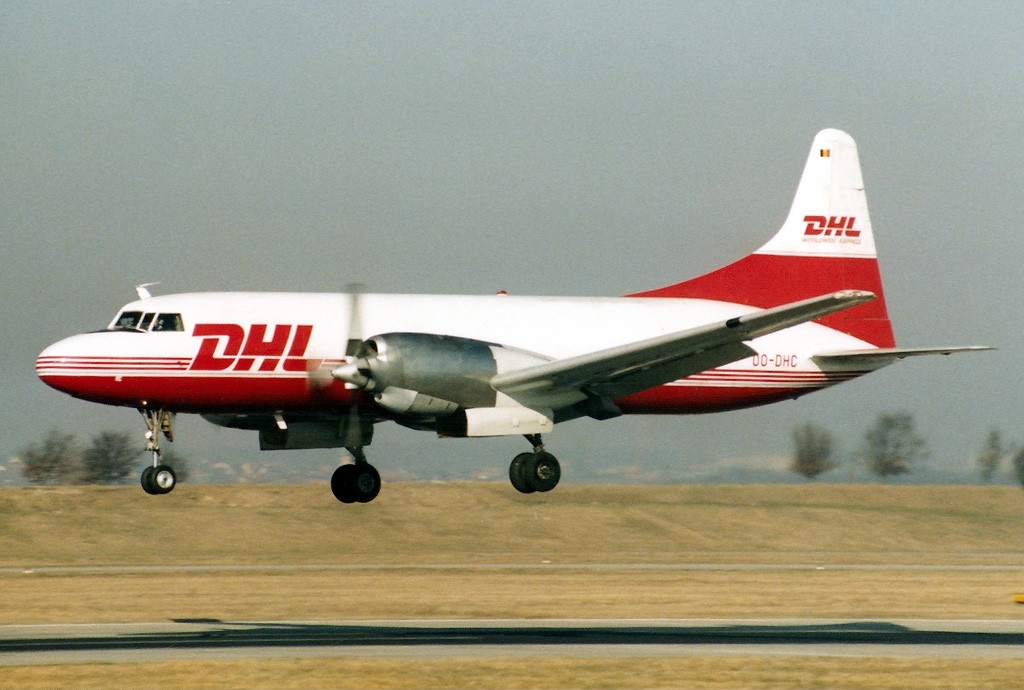
Un Convair 580 en version cargo, opéré par DHL.

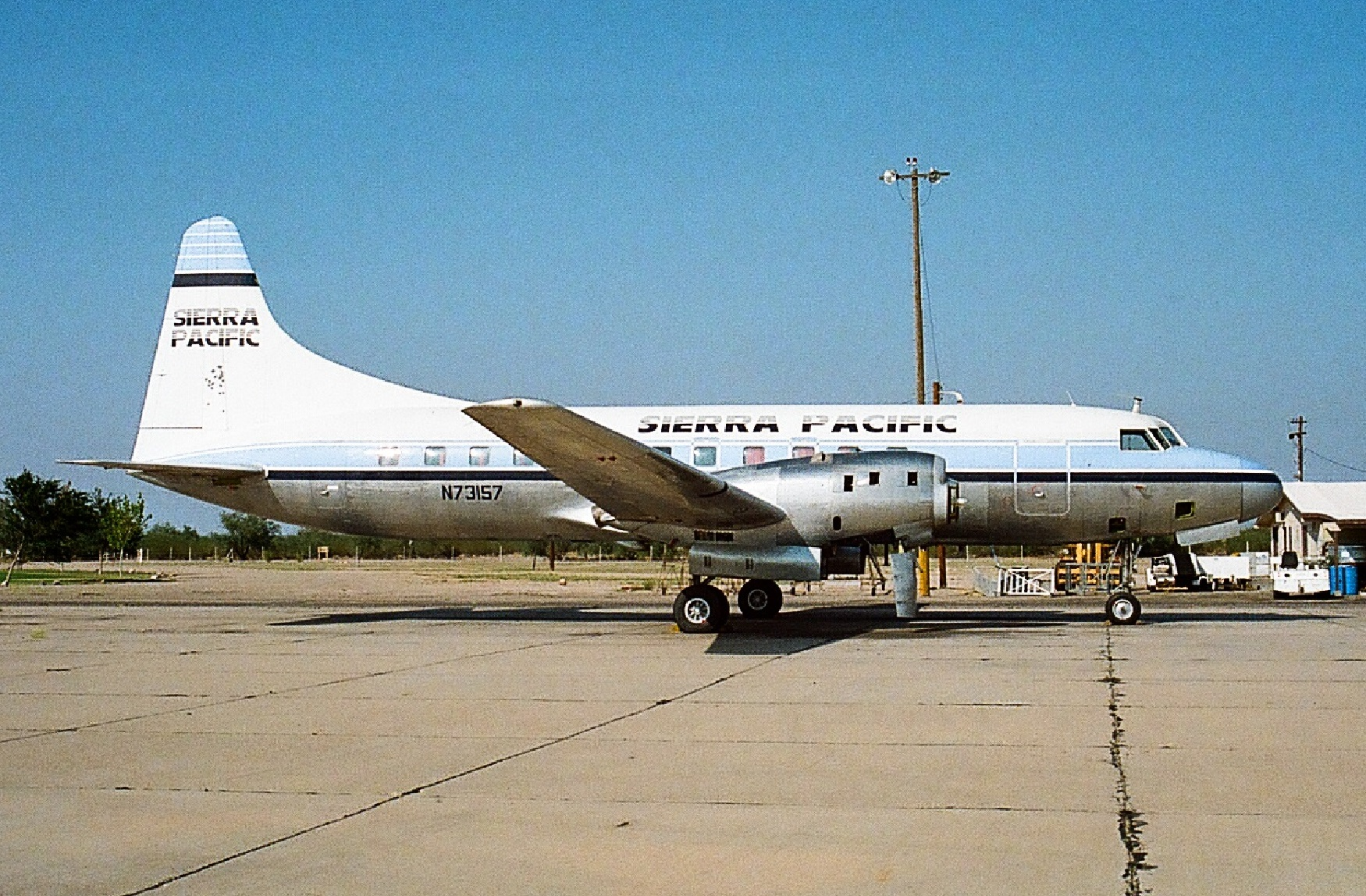
Un Convair CV-580 opéré par Sierra Pacific Airlines, Marana/Pinal 1987

Références,:

#### Europe
- DHL Aviation
- European Air Transport
- Nor-Fly Charter (no)
- Partnair
- ScanBee (sv)
- Swiftair

#### Autres continents
- Aeroquetzal (en)
- Air Chathams
- Air Fiji
- Air Freight NZ (en) : CV-580 & CV-5800
- Air Ontario
- Air Tahoma (en)
- Allegheny Airlines
- Aspen Airways (en)
- Atlantic Gulf Airlines (en)
- Avensa
- Cal Sierra Airlines (en)
- Chathams Pacific
- Conair Group (en)
- ERA Aviation
- Freedom Airlines
- Frontier Airlines
- Gulf Air Transport (en)
- IFL Group (en) : CV-580 et CV-5800
- Kelowna Flightcraft Air Charter (en) : CV-580 et CV-5800
- Lake Central Airlines (en)
- Mackey Airlines (en)
- Metro Airlines (en)
- Nolinor Aviation (en)
- Norcanair (en)
- Nordair
- North Central Airlines (en)
- Northwest Airlines
- Pionair Australia (en)
- Prinair (en)
- Republic Airlines
- SAHSA (Honduras) (en)
- Sierra Pacific Airlines (en)
- Summit Airlines
- Time Air
- Trans-Colorado Airlines (en)
- Westates Airlines

## Accidents
Un Convair 580 de la compagnie Partnair s'est écrasé dans la mer du Nord le 8 septembre 1989, faisant 55 victimes.
Le Convair 580 du vol 185 de la compagnie Air Tahoma s'est écrasé sur un terrain de golf aux Etats-Unis, à la suite d'une erreur de pilotage qui a déclenché une extinction des deux moteurs. Le copilote a été tué.